# Hosadoddi, Ramanagara
Hosadoddi là một làng thuộc tehsil Ramanagara, huyện Ramanagara, bang Karnataka, Ấn Độ.